# Агенты «Щ.И.Т.» (1-й сезон)
Первый сезон американского супергеройского телесериала «Аге́нты „Щ. И.Т.“», основанного на одноимённой организации из Marvel Comics. Первый сезон сосредоточен на Филе Колсоне и его команде агентов «Щ.И.Т.» и их работе над опасными делами, связанных с проектом «Сороконожка», а также на таинственном воскрешении Колсона после его смерти в «Мстителях». Действие сезона происходит в Кинематографической вселенной Marvel (MCU) и он признаёт непрерывность фильмов франшизы. Производством сезона занимались ABC Studios, Marvel Television и Mutant Enemy Productions, а шоураннерами выступили Джед Уидон, Морисса Танчароен и Джеффри Белл.
Кларк Грегг вновь исполняет роль Колсона из фильмов, и в актёрский состав также входят Минг-На Вен, Бретт Далтон, Хлоя Беннет, Иэн Де Кэскер и Элизабет Хенстридж. ABC заказало полный первый сезон «Агентов „Щ.И.Т.“» в мае 2013 года, и съёмки в основном проходили в Лос-Анджелесе. Основным повторяющимся местом действия сезона является Автобус, модернизированный самолёт Boeing C-17, дизайн которого был создан компанией по визуальным эффектам FuseFX, и он был создан с помощью CGI. Некоторые эпизоды напрямую пересекаются с фильмами «Тор 2: Царство тьмы» и «Первый мститель: Другая война». В этом сезоне также появляются некоторые другие персонажи из фильмов MCU и Marvel One-Shots.
Первый сезон транслировался на канале ABC с 23 сентября 2013 года по 13 мая 2014 года, и он состоит из 22 эпизодов. Пилотный эпизод посмотрели 12,12 миллионов зрителей, что является самым высокорейтинговым премьерным эпизодом драматического сериала с 2009 года, хотя рейтинги снижались по мере развития сезона. Критические отзывы изначально были смешанными, но во второй половине сезона стали более положительными, а рейтинги стали более стабильными. Сериал был продлён на второй сезон 8 мая 2014 года.

## Эпизоды
| № общий | № в сезоне | Название                                                                | Режиссёр        | Автор сценария                               | Дата премьеры    | Зрители США (млн) |
| --- | ---------- | ----------------------------------------------------------------------- | --------------- | -------------------------------------------- | ---------------- | ----------------- |
| 1 | 1          | «Пилот» «Pilot»                                                         | Джосс Уидон     | Джосс Уидон, Джед Уидон и Морисса Танчароен  | 24 сентября 2013 | 12,12             |
| Агент Фил Колсон набирает группу для борьбы с преступной организацией «Наступающая волна», одновременно сталкиваясь с новой угрозой, когда в Нью-Йорке начинают появляться сверхлюди, подопытные проекта «Сороконожка» (или «Многоножка»). «Щ.И.Т.» выходит на след эксцентричного борца за свободу информации Скай, которая соглашается вступить в ряды организации и в команду Колсона. Появившиеся персонажи: Скай, Грант Уорд, Мелинда Мэй, Лео Фитц, Джемма Симмонс, Майкл Питерсон / Детлок. Вернувшиеся из фильмов: Фил Колсон, Мария Хилл. |            |                                                                         |                 |                                              |                  |                   |
| 2 | 2          | «0-8-4» «0-8-4»                                                         | Дэвид Стрэйтон  | Морисса Танчароен, Джед Уидон и Джеффри Белл | 1 октября 2013   | 8,66              |
| Колсон и его команда отправляются в Перу, чтобы исследовать некое устройство, имеющее связь с Тессерактом. Между тем, новичок в команде, хакерша Скай, на самом деле является также агентом «Наступающей волны». Вернувшиеся из фильмов: Ник Фьюри. |            |                                                                         |                 |                                              |                  |                   |
| 3 | 3          | «Актив» «The Asset»                                                     | Милан Чейлов    | Морисса Танчароен и Джед Уидон               | 8 октября 2013   | 7,87              |
| «Щ.И.Т.» отправляется на поиски одного из своих активов, доктора Франклина Холла, который был похищен его бывшим партнёром по исследованиям Иэном Куинном. Он хочет использовать Холла, чтобы взять под контроль гравитацию планеты. Скай предстоит проникнуть прямиком в особняк Куинна, чтобы команда Колсона могла спасти Холла. Появившиеся персонажи: Йэн Куинн, Франклин Холл. |            |                                                                         |                 |                                              |                  |                   |
| 4 | 4          | «Глаз-алмаз» «Eye-Spy»                                                  | Роксанн Доусон  | Джеффри Белл                                 | 15 октября 2013  | 7,85              |
| Команда расследует профессиональную кражу бриллиантов и находит вора: им оказывается Акелла Амадор, бывший агент «Щ.И.Т.а». Вскоре выясняется, что Акелла на самом деле лишь «оружие» в руках некой преступной организации, в том числе промышляющей похищением важной информации. Появившиеся персонажи: Дэвис. |            |                                                                         |                 |                                              |                  |                   |
| 5 | 5          | «Девушка в цветочном платье» «Girl in the Flower Dress»                 | Джесси Бочко    | Брент Флетчер                                | 22 октября 2013  | 7,39              |
| Работница проекта «Сороконожка» Рейна (девушка в цветочном платье) выслеживает сверхчеловека, способного создавать огонь, и предлагает ему расширить свою силу и стать новым супергероем — Ожогом. «Щ.И.Т.» начинает разыскивать мутанта, также пытаясь ближе подобраться к проекту, создающему «супергероев». Тем временем выясняются реальные мотивы присутствия Скай в организации и группе Колсона: сбор любой информации по некогда пропавшим родителям хакерши. Появившиеся персонажи: Рейна, Чан Хо Йен / Ожог. |            |                                                                         |                 |                                              |                  |                   |
| 6 | 6          | «ФЗЗТ» «FZZT»                                                           | Винсент Мисиано | Пол Збышевски                                | 5 ноября 2013    | 7,15              |
| После битвы за Нью-Йорк (события фильма «Мстители») на Земле остался шлем побеждённой супергероями расы Читаури. Именно его и находят пожарные, которым от него передаётся вирус, уничтожающий людей изнутри. В ходе расследования происшествий, связанных со шлемом, носителем вируса становится один из людей Колсона. Теперь группе предстоит быстро найти лекарство. Вернувшиеся из короткометражных фильмов: Феликс Блейк. |            |                                                                         |                 |                                              |                  |                   |
| 7 | 7          | «Штаб» «The Hub»                                                        | Бобби Рот       | Рэйф Джадкинс и Лорен ЛеФранк                | 12 ноября 2013   | 6,67              |
| Команда отправляется в так называемый «Штаб» «Щ.И.Т.а», где Уорд и Фитц получают новое задание восьмого уровня, к которому из-за секретности не допускают Скай. Заручившись помощью Симмонс, девушка пытается выяснить все секреты миссии, попутно разыскивая информацию о своих родителях. Появившиеся персонажи: Виктория Хэнд. Вернувшиеся из короткометражных фильмов: Джаспер Ситуэлл. |            |                                                                         |                 |                                              |                  |                   |
| 8 | 8          | «Колодец» «The Well»                                                    | Джонатан Фрейкс | Моника Овусу-Брин                            | 19 ноября 2013   | 6,89              |
| Эпизод, являющийся привязкой к фильму «Тор 2: Царство тьмы», где команда наводит порядок после событий фильма, а также ищет Асгардский скипетр Берсерков, оставленный на Земле. |            |                                                                         |                 |                                              |                  |                   |
| 9 | 9          | «Восстановление» «Repairs»                                              | Билли Гирхарт   | Морисса Танчароен и Джед Уидон               | 26 ноября 2013   | 9,69              |
| «Щ.И.Т.» выслеживает Ханну Хатчинс, женщину, которая обвиняется в провоцировании нескольких взрывов в результате несдержанной силы телекинеза, которой якобы владеет. По ходу расследования выясняется, что Ханна не имеет никаких суперспособностей, а взрывы были осуществлены в результате открытой «двери» из ада в мир людей, и через эти двери в наш мир проник некий «человек-призрак». Теперь Колсону со своей группой нужно разобраться в паранормальных вещах, происходящих вокруг Ханны… |            |                                                                         |                 |                                              |                  |                   |
| 10 | 10         | «Мост» «The Bridge»                                                     | Холли Дейл      | Шалиша Франсис                               | 10 декабря 2013  | 6,11              |
| «Щ.И.Т.» вновь сталкивается с проектом «Сороконожка», когда Рейна вместе с недавно освобождённым из тюрьмы сообщником отправляется к таинственному Провидцу, который может дать «ключ» к продолжению их экспериментов по созданию новых суперсолдат. Тем временем Колсон выходит на Майка Петерсона, который был одним из первых подопытных, но Рейна, похитив его сына, вынуждает Майка сдать Колсона «Сороконожке». Когда агент оказывается схвачен, «девушка в цветочном платье» раскрывает Колсону цель его похищения: узнать, каким образом он когда-то остался жив, хоть должен был умереть. |            |                                                                         |                 |                                              |                  |                   |
| 11 | 11         | «Волшебное место» «The Magical Place»                                   | Кевин Хукс      | Пол Збышевски и Брент Флетчер                | 7 января 2014    | 6,63              |
| Рейна пытается выяснить, как Колсон смог вернуться к жизни после своей смерти, и почти добивается успеха в этом. Тем временем, «Щ.И.Т.» готовит спасательную операцию, в ходе которой похищенного агента освобождают, а Рейну берут под стражу. Колсон, к которому вернулись воспоминания о дне его смерти, осознаёт, что его «воскресили» с помощью неизвестных технологий «Щ.И.Т.а», и затем пытается узнать больше у одного из участников той самой процедуры. |            |                                                                         |                 |                                              |                  |                   |
| 12 | 12         | «Дурное влияние» «Seeds»                                                | Кеннет Финк     | Моника Овусу-Брин и Джед Уидон               | 14 января 2014   | 6,37              |
| Фитц и Симмонс вместе с Уордом и Скай отправляются в университет «Щ.И.Т.а», где готовят будущих учёных и оперативников организации, чтобы разобраться в таинственных происшествиях, связанных с «замораживанием» некоторых студентов. Тем временем Колсон и Мэй находят человека, который знает, кем на самом деле является Скай, и раскрывает «Щ.И.Т.у» некоторые моменты детства хакерши. Появившиеся персонажи: Донни Гилл, Анна Уивер. |            |                                                                         |                 |                                              |                  |                   |
| 13 | 13         | «П.У.Т.И.» «T.R.A.C.K.S.»                                               | Пол Эдвардс     | Лорен ЛеФранк и Рэйф Джадкинс                | 4 февраля 2014   | 6,62              |
| Команда выслеживает перевозку неопознанного секретного устройства с целью доставить его бизнесмену, а также одному из людей Ясновидца Йену Куинну и отправляется по следам этого маршрута. В ходе операции Скай оказывается раненой Куинном и чуть не умирает от потери крови. |            |                                                                         |                 |                                              |                  |                   |
| 14 | 14         | «Т.А.И.Т.И.» «T.A.H.I.T.I.»                                             | Бобби Рот       | Джеффри Белл                                 | 4 марта 2014     | 5,46              |
| Умирающую Скай доставляют в больницу, но повреждения слишком серьёзные. Скай фактически существует за счёт медоборудования и в любой момент может скончаться. Фил Колсон и Команда решаются на отчаянный шаг — найти объект «Таити», где Колсона вернули к жизни и повторить это со Скай. К ним присоединяется учитель Уорда Джон Гарретт и его новый ученик, агент Триплетт, которым поручено допросить Йена Куинна. В конце концов Колсон выясняет, откуда берётся таинственный препарат, возвращающий жизнь. На Землю прибывает асгардка Лорелея. Появившиеся персонажи: Джон Гарретт, Антуан Триплетт, Лорелей. |            |                                                                         |                 |                                              |                  |                   |
| 15 | 15         | «Безотказные» «Yes Men»                                                 | Джон Терлески   | Шалиша Франсис                               | 11 марта 2014    | 5,99              |
| Команда имеет дело с Сиф, воительницей, соратницей Тора. Сиф прибыла на Землю из Асгарда, чтобы поймать сбежавшую из заключения Лорелею. Сложность заключается в том, что ни один мужчина не сможет противиться её чарующему голосу.... Вернувшиеся из фильмов: Леди Сиф. |            |                                                                         |                 |                                              |                  |                   |
| 16 | 16         | «Конец начала» «End of the Beginning»                                   | Бобби Рот       | Пол Збышевски                                | 1 апреля 2014    | 5,71              |
| Ясновидца выслеживают и убивают, но возникают сомнения: действительно ли это был Ясновидец или только подставное лицо? Возникает подозрение, что Мэй работает на Ясновидца. Тем временем управление самолётом перехватывается извне. |            |                                                                         |                 |                                              |                  |                   |
| 17 | 17         | «Обернись, обернись, обернись» «Turn, Turn, Turn»                       | Винсент Мисиано | Джед Уидон и Морисса Танчароен               | 8 апреля 2014    | 5,37              |
| События эпизода происходят во время фильма «Первый мститель: Другая война». Оказалось что всё это время, члены организации «Г.И.Д.Р.А.» тайно работали в «Щ.И.Т.е». Теперь «Г.И.Д.Р.А.» активизируется и захватывает «Щ.И.Т.». Виктория Хэнд подозревает Колсона в участии в организации «Г.И.Д.Р.А.». Колсон раскрывает личность Ясновидца: им оказывается агент «Щ.И.Т.а» Джон Гарретт, оказалось, что Ясновидец — член организации «Г.И.Д.Р.А.», Виктория всё слышала и сняла обвинение. Гарретта хватают и хотят убить, но Уорд оказывается шпионом Гарретта и убивает Викторию Хэнд. |            |                                                                         |                 |                                              |                  |                   |
| 18 | 18         | «Провидение» «Providence»                                               | Милан Чейнов    | Брент Флетчер                                | 15 апреля 2014   | 5,52              |
| «Г.И.Д.Р.А.» продолжает активные действия в захвате «Щ.И.Т.а». Рейну освобождают, и она узнаёт правду о Ясновидце, который просит её продолжить проект «Сороконожка». Уорд предоставляет ей все наработки Симмонс в этом направлений, а сам вместе с Гарреттом отправляется на штурм Холодильника. Колсон и его команда вынуждены искать убежища. Их дела обстоят хуже некуда: самолёт в плохом состоянии, лететь некуда, верить никому нельзя и сами они уже словно призраки. Но тут обнаруживается один интересный факт… Есть спрятанное убежище, которое до сих пор принадлежит «Щ.И.Т.у». Также Колсон узнаёт, что Ник Фьюри жив, но о его местоположении никто не знает. В то же время Рейна сообщает Гарретту, что винчестер с нужными ей данными защищён. И защищён именно Скай. Теперь Уорд вынужден решить эту проблему. Гарретт освобождает Куинна и обещает отдать ему гравитоний, если тот поможет привлечь покупателей. Появившиеся персонажи: Гленн Тэлбот, Эрик Кёниг, Маркус Дэниелс. |            |                                                                         |                 |                                              |                  |                   |
| 19 | 19         | «Единственный лучик света в этой тьме» «The Only Light in the Darkness» | Винсент Мисиано | Моника Овусу-Брин                            | 22 апреля 2014   | 6,04              |
| Уорду нужен ключ от винчестера с исследованиями Симмонс, зашифрованного Скай. Для этого он добирается до секретной базы директора Фьюри, где находится команда. Все проходят проверку на детекторе лжи, где Уорд чуть не попадается. В это же время Колсон и часть команды собирается разыскать преступника из Холодильника, обладающего некой силой «чёрной материи» и охотящегося за виолончелисткой. Мэй решает покинуть команду и уходит в свободный путь. В итоге Скай узнаёт, что Уорд — из организации «Г.И.Д.Р.А.», но садится с ним на самолёт Колсона, не подавая вида… |            |                                                                         |                 |                                              |                  |                   |
| 20 | 20         | «Ничего личного» «Nothing Personal»                                     | Билли Гирхарт   | Пол Збышевски и Д. Дж. Дойл                  | 29 апреля 2014   | 5,94              |
| Команда находит тело Кейнига. Они узнают что Уорд из Гидры. В кафе, где Скай якобы пытается расшифровать данные, она выдаёт Уорда полицейским и пытается сбежать. Уорд расправляется с полицейскими, а Детлок хватает Скай и вынуждает её расшифровать данные. Колсон помогает Скай сбежать. Мэй приносит Колсону информацию о проекте «Таити». |            |                                                                         |                 |                                              |                  |                   |
| 21 | 21         | «Сброд» «Ragtag»                                                        | Роксанн Доусон  | Джеффри Белл                                 | 6 мая 2014       | 5,37              |
| Агенту Колсону нужны хоть какие-то сведения о Гарретте и «Г.И.Д.Р.е», поэтому он вместе со своей командой проникает в здание «Кибертек». Скай пытается найти компьютер, чтобы загрузить вирус и скачать нужные сведения, но оказывается, что все данные компании хранятся в бумажном виде. Колсон и Мэй сбегают вместе с нужными бумагами и, прочтя их, узнают, что Гарретт является первым объектом «Детлок». Команда Колсона находит свой самолёт на Кубе и отправляется туда. По прибытии они разделяются на две группы, первая ищет старую базу «Щ.И.Т.а», а Фитц и Симмонс ищут самолёт. Фитца вместе с Симмонс захватывает Уорд и доставляет к Гарретту, Фитц не растерялся и использовал мини-ЭМИ устройство, чтобы отключить Гарретта. Вместе с Симмонс они сбегают и прячутся в одном из модулей самолёта, но Гарретт просит Уорда убить их и Уорд выполняет просьбу. В этом время Рейна вводит Гарретту GH-325. Куинн встречается с двумя высокопоставленными генералами и предлагает им купить солдат «Сороконожки». Между действиями нам показываются эпизоды из прошлого Уорда и становится понятно, почему он всем обязан Гарретту. |            |                                                                         |                 |                                              |                  |                   |
| 22 | 22         | «Начало конца» «Beginning of the End»                                   | Дэвид Стрэйтон  | Морисса Танчароен и Джед Уидон               | 13 мая 2014      | 5,45              |
| Гарретт убивает одного из генералов США, пришедших на переговоры с «Г.И.Д.Р.ой», и захватывает остальных. Куинн сбегает прихватив с собой гравитоний. Рейна уезжает вместе с ним. Колсону с его людьми удаётся захватить центр соединения солдат-«сороконожек». Фитц и Симмонс удаётся всплыть на поверхность, где их неожиданно спасает Ник Фьюри, нашедший их по сигналу маячка. Мэй и Уорд вступают в схватку, и Мэй побеждает. Майк узнаёт, что его сын свободен, и прибивает Гарретта. Гарретт смог это пережить и усилил себя кибер-имплантатами, но тут Колсон убивает его окончательно. Фьюри передаёт Колсону пост директора «Щ.И.Т.а». Рейна сообщает отцу Скай, что нашла её. Колсон начинает рисовать загадочные символы на стене. Появившиеся персонажи: Кэлвин Джонсон, Билли Кёниг. |            |                                                                         |                 |                                              |                  |                   |

## Актёры и персонажи
| - Кларк Грегг — Фил Колсон - Минг-На Вен — Мелинда Мэй - Бретт Далтон — Грант Уорд - Хлоя Беннет — Скай - Иэн Де Кэскер — Лео Фитц - Элизабет Хенстридж — Джемма Симмонс | - Дж. Огаст Ричардс — Майк Питерсон / Детлок - Дэвид Корнад — Иэн Куинн - Рут Негга — Рейна - Саффрон Берроуз — Виктория Хэнд - Билл Пэкстон — Джон Гарретт - Б. Дж. Бритт — Антуан Триплетт | - Коби Смолдерс — Мария Хилл - Сэмюэл Л. Джексон — Ник Фьюри - Титус Уэлливер — Феликс Блейк - Максимилиано Эрнандес — Джаспер Ситуэлл - Дилан Миннетт — Донни Гилл - Кристин Адамс — Анна Уивер - Елена Сатине — Лорелея - Джейми Александр — Сиф - Эдриан Пасдар — Гленн Тэлбот - Паттон Освальт — Эрик и Билли Кёниг |

## Производство

### Разработка
В августе 2012 года было объявлено, что режиссёр фильма «Мстители» Джосс Уидон будет участвовать в предстоящем проекте канала ABC, действие которого будет происходить в рамках Кинематографической вселенной Marvel. Несколько недель спустя ABC заказало пилотный эпизод для шоу под названием «Щ.И.Т.», сценаристом которого выступили Джосс Уидон, Джед Уидон и Морисса Танчароен, режиссёром — Джосс Уидон, а исполнительными продюсерами — Джосс Уидон, Джед Уидон, Танчароен, Джеффри Белл и Джеф Лоуб. Джед Уидон, Танчароен и Белл должны были стать шоураннерами сериала. Джо Кесада, Алан Файн и Стэн Ли также стали исполнительными продюсерами. В апреле 2013 года ABC объявило, что шоу будет называться «Агенты „Щ.И.Т.“», и в мае этого же года канала официально заказал производство сериала. В октябре ABC объявило, что они заказали полноценный сезон из 22 эпизодов. После того, как рейтинги ранних эпизодов не понравились ABC, Дэн Бакли из Marvel обратился в сеть с просьбой разрешить креативщикам создавать шоу, которое они хотели, вместо того, чтобы пытаться работать с заметками от сети, в которых говорилось, что сериал должен понравиться их основной аудитории, «высококлассным женщинам».:7:55

### Сценарий
В июле 2013 года Танчароен объявила, что помимо неё, Джосса Уидона, Джеда Уидона и Белла, в состав команды сценаристов сезона будут входить Пол Збышевски, Моника Овусу-Брин, Брент Флетчер, Лорен Лефранк, Рэйф Джадкинс и Шалиша Фрэнсис.
С самого первого дня Грант Уорд был агентом Гидры в нашем представлении... если бы мы чувствовали, что нам нужны другие варианты, мы бы изменили это. Вот вам пример изменения. Мы не знали, что мы влюбимся в Рут Неггу так же, как мы влюбились в Рэйну. Она пришла для пятого эпизода, но мы подумали: «Она классная!», и поэтому мы вернули её обратно. Так что тот, кто должен был быть кем-то другим, стал ею, и по мере того, как мы влюблялись в её персонажа, мы писали всё больше и больше. Мы знали, что Дж. Ричардс будет Детлоком, но мы не знали, что мы его полюбим так, как сейчас его любим... Мы знали, какого человека мы хотели позвать на роль Ясновидящего, и мы хотели ввести людей в заблуждение, поэтому мы ввели Викторию Хэнд. Сам факт того, что Билл Пэкстон сработал в этом, был фантастическим. Вы собираетесь прописать персонажа определённым образом из-за того, кем является актёр, так что это меняется, но мы знали, что мы собираемся представить Ясновидящего, что мы собираемся представить его как агента Гидры, а затем использовать это, чтобы раскрыть Уорда. Вот это были вещи, которые мы расплывчато знали.
Сюжетные линии персонажей были расписаны творческой командой сериала, а единственным руководством от Marvel было работать вокруг фильма «Первый мститель: Другая война», где показано уничтожение «Щ.И.Т.а». Джед Уидон сказал по этому поводу: «Если бы вам кто-то рассказал эту концепцию, вы бы подумали, было бы круто, если бы это произошло в начале шоу или в конце третьего сезона. А если заставить это случиться в середине первого сезона, то это интересная загадка». Сценаристы работали над тем, чтобы установить «обычный день в „Щ.И.Т.е“» и существующую иерархию, а затем «чтобы взорвать это, мы знали, что лучшим способом проиллюстрировать это, нужно было поставить это на личный уровень с нашим главным человеком Колсоном». В преддверии выхода «Другой войны» сценаристы избегали говорить о «Гидре», кроме как с точки зрения их истории в КВМ, чтобы не испортить фильм.:156 Танчароен уточнила: «Мы видим, какого это, когда „Щ.И.Т.“ рушится в „Первом мстителе 2“, мы видим хеликарриеры, буквально пролетающие сквозь Трискелион, мы видим массовые разрушения по всему городу, но преимущество нашего шоу заключается в том, что мы можем погрузиться в эмоциональную нагрузку этого». Поэтому в начале сериала было решено, что один из главных героев будет предателем, и Джед Уидон сказал: «Поскольку это инфильтрация, основанная на предательстве в массовом масштабе, мы хотели иметь её в малом масштабе, чтобы это был действительно личный удар ножом в сердце». Руководители ABC не верили, что роль Гранта Уорда в роли предателя сработает, потому что они считали, что Далтон был слишком красив, чтобы зрители поверили, что это реально. Они чувствовали, что креативщики должны изменить свой выбор, и были заинтересованы в том, чтобы Джемма Симмонс оказалась предательницей, поскольку это было бы неожиданно, учитывая, что она была «такой милой».:16:03 Разобравшись с падением «Щ.И.Т.а», сценаристы смогли «нажать на педаль газа» и перейти от отдельных историй, предшествовавших этому, к более сериализованным эпизодам. Позже Уидон сказал, что именно благодаря этому сдвигу «мы обрели свой голос в сериале после трудного старта». Збышевски добавил, что в начале сезона телеканал сопротивлялся сериализации эпизодов, а не отдельным тайнам в каждом эпизоде.:9:15
На вопрос о том, была ли это идея Marvel или шоураннеров повысить Колсона в должности директора и поручить ему восстановить «Щ.И.Т.» в конце сезона, Джед Уидон сказал: «Они все в одной тарелке. У них есть планы на фильмы, а у нас есть планы смешиваться с ними, и это название нашего шоу. Предпоследний эпизод называется „Сброд“, и это термин, который мы использовали; мы хотели создать эту группу из сброда, но в рамках этой гигантской организации с миллиардами долларов, и поддержкой по всему земному шару и спутниковыми каналами на их роскошном самолёте. Теперь у нас есть шанс начать всё сначала и выяснить, какого это снова быть тайной».

### Кастинг
Главные роли в сериале исполняют Кларк Грегг (Фил Колсон), который вновь исполняет свою роль из серии фильмов, Минг-На Вен (Мелинда Мэй), Бретт Далтон (Грант Уорд), Хлоя Беннет (Скай), Иэн Де Кэскер (Лео Фитц) и Элизабет Хенстридж (Джемма Симмонс).
В апреле 2013 года, Дж. Огаст Ричардс, один из ведущих актёров сериала Джосса Уидона «Ангел», был назначен на неопределенную роль в пилотном эпизоде. Позже выяснилось, что он получил повторяющуюся роль Майка Питерсона, что является первым актёрским воплощением Детлока. Николас Брендон, ранее сотрудничавший с Уидоном в сериале «Баффи — истребительница вампиров», также пробовался на роль, занятую Ричардсом.
В декабре к сериалу были добавлены два повторяющихся персонажа в эпизоде «Т.А.И.Т.И.». Они были описаны как «афроамериканский агент, специализирующийся на боевых действиях / оружии, и высокопоставленный агент / эксперт по боеприпасам из „Щ.И.Т.а“, который имеет прошлые связи с Колсоном и Уордом». В январе 2014 года Билл Пэкстон получил роль агента Джона Гарретта, «грубого бывшего соратника агента Колсона», по крайней мере в четырёх эпизодах сезона. Джед Уидон сказал, что «Мы действительно обсуждали Билла Пэкстона в комнате, когда мы говорили о персонаже... А потом, когда он появился как реальная возможность, мы не могли в это поверить». В следующем месяце Б. Дж. Бритт получил роль агента Антуана Триплетта, помощника Гарретта. Другими приглашёнными актёрами сериала стали Саффрон Берроуз (Виктория Хэнд), Дэвид Конрад (Иэн Куинн) и Рут Негга (Рейна).
В январе 2013 года Коби Смолдерс, исполнившая роль Марии Хилл в «Мстителях», объявила о её возможном появлении в шоу, которому не помешает занятость в съёмках сериала «Как я встретил вашу маму». Смолдерс повторила роль Хилл в пилоте, и Джосс Уидон сказал: «Я очень сильно хотел, чтобы Коби была в пилоте, потому что, как и все остальные, она из „Щ.И.Т.а“». Смолдерс вновь сыграла Хилл в эпизоде «Ничего личного». В июне 2013 года Сэмюэл Л. Джексон выразил заинтересованность появиться в качестве приглашённой звезды в сериале в роли директора «Щ.И.Т.» Ника Фьюри, и он в итоге появился во втором эпизоде, «0-8-4». Джексон вновь появляется в сериале в финале сезона. Во время эпизода «Колодец» Крис Хемсворт исполняет роль Тора на архивных кадрах из фильма «Тор 2: Царство тьмы». Максимилиано Эрнандес и Джейми Александр, игравшие в фильмах, также исполняют роли Джаспера Ситуэлла и Сиф, соответственно. Титус Уэлливер исполняет роль Феликса Блейка из серии короткометражных фильмов Marvel One-Shots.

### Дизайн

#### Раскадровка
Раскадровки использовались на протяжении всего сезона, чтобы «поставить режиссёра, трюки, камеру, эффекты и съёмочную группу на одну волну», хотя Джосс Уидон не использовал их для пилота. Один из художников по раскадровке, Уоррен Драммонд, отметил, что процесс отличается от процесса в фильмах, потому что на завершение работы было ограниченное время, а также потому, что художники по раскадровке часто работали с разными режиссёрами для каждого эпизода. Большинство раскадрованных сцен были боевыми или научно-фантастическими сценами.

#### Съёмочные площадки
Главной повторяющейся съёмочной площадкой сезона является «Автобус», модернизированный Boeing C-17 Globemaster III, который служит одновременно транспортом и штаб-квартирой титульной команды. «Автобус» включает в себя такие функции, как звукоизолированная комната для допросов, криминалистическая и исследовательская лаборатория, расположенная на нижней палубе, где работают Фитц и Симмонс, а также грузовой отсек непосредственно за пределами лаборатории, где команда паркует свой внедорожник и Lola (что означает Levitating Over Land Automobile), ценный Corvette Колсона 1962 года выпуска. При проектировании «Автобуса» художник-постановщик Грегори Мелтон начал с базового дизайна и формы C-17, прежде чем адаптировать его к потребностям сезона. Основная внутренняя площадка не имеет большого количества выступов, что позволяет полностью видеть её с любого конца площадки; об этом попросил Джосс Уидон, что Мелтон назвал «трудной задачей», учитывая, что в неё должны были входить командный центр, гостиная, каюты экипажа и камбуз.:35 Строительство декораций для интерьера «Автобуса», комнаты для допросов и лаборатории Фитца и Симмонс, которая впервые появилась в пилоте и на протяжении всего сезона, началось 6 декабря 2012 года.:35
Между съёмками пилотного эпизода и началом съёмок сезона Мелтон смог изменить декорации, например, установить новые полы и оборудование в лаборатории, а также дополнительные светильники в командном центре. Мелтон объяснил, что из-за быстрого изменения, необходимого для пилота, некоторыми деталями пришлось пожертвовать, пока для сериала не заказали сезон. Также был сконструирован офисный гарнитур Колсона, впервые появившийся в «0-8-4», который задумывался как воронье гнездо, придавая ему атмосферу капитана Немо.:57 Нижний уровень «Автобуса» впервые показан в «Восстановлении», который Мелтон спроектировал как «модульную зону в самолёт, полный капсул… [с которым] мы можем сделать всё, что угодно», меняясь в зависимости от потребностей эпизода.:103

#### Костюмы
По словам художника по костюмам Энн Фоули, костюмы Колсона, которые она назвала «его доспехами», были более «обтекаемыми» и другого покроя, чем те, которые он носил в фильмах, наряду с рубашками на заказ и «более гладкими» галстуками. Джеймс Бонд послужил источником вдохновения для костюмов Колсона в начале сезона, в конечном итоге перейдя на костюм облегающего кроя. Кроме того, Фоули предпочла избегать чёрных костюмов и использовала однотонные рубашки, что является ещё одним отличием от костюмов, которые он носил в фильмах.:218 В отличие от Колсона, Уорд всегда носил чёрное, чтобы выглядеть «сексуально в духе главного героя», по словам Фоули.:220 Лётный костюм Мэй был основан на аналогичных костюмах ВВС и отличался 3D-печатным рисунком «крошечной буквы Y», которая была такая же, как у костюма Марии Хилл в «Мстителях».:221 Что касается Скай, Фоули хотела выделить её среди других персонажей и обратилась к блогам уличного стиля за дизайнерскими идеями. Гардероб Скай был ярким и энергичным в начале сезона, и постепенно становился более приглушённым по мере продолжения сезона, отражая её тренировки в «Щ.И.Т.» и более тёмные тона сезона.:222 Фоули пыталась дополнить стили Фитца и Симмонс, но при этом не одевала их одинаково. Фоули нравилось «смешивать женские элементы с некоторыми мужскими», такие как цветочные принты «и воротнички в стиле Питера Пэна с галстуком и блейзером». Симмонс также чаще видят в её лабораторном халате, чем Фитца, поскольку она биохимик. Что касается Фитца, то в его костюмах «немного больше наследия»: жилеты, кардиганы, галстуки, клетчатые рубашки и пиджаки с заплатками на локтях.:224

### Съёмки
Пилотный эпизод был почти полностью снят в Лос-Анджелесе, чтобы соответствовать напряжённому графику Джосса Уидона, с 22 января по 11 февраля 2013 года.:31 Съёмки сезона возобновились 17 июля,:51 и они тоже снимались в Лос-Анджелесе, а также как Калвер-Сити, Калифорния. Дополнительные съёмки проходили по всему миру, в том числе в Париже, Франция, для «Пилота», Перу для «0-8-4»,:58 и в Стокгольме, Швеция, для «Глаз-алмаз».
Координатором трюков в этом сезоне был Таннер Гилл. В сентябре 2013 года Минг-На Вен рассказала о трюках и экшн-сценах в сериале, сказав: «У меня есть отличные координаторы трюков и хореографы, которые помогают мне на каждом этапе, и с помощью магии кинопроизводства и монтажа всё это выводит её навыки на новый уровень. Это должно быть очень правдоподобно … Я думаю, что самая трудная часть — это выполнение настоящих трюков, боевых трюков. Это совсем другое дело. На самом деле я не бью каскадёра, и они не бьют меня, так что на самом деле это разучивание этого танца внутри боя. Это то, как отступить, как принять удар и сделать так, чтобы он выглядел реальным.»
Как и во многих проектах Marvel, секретность была большой проблемой. Например, было непросто сохранить камео Сэмюэла Л. Джексона в «0-8-4» в качестве сюрприза из-за «этого века твитов и спойлеров». Шоураннеры сталкивались с этим во время работы над «Мстителями», но в своём собственном сериале они смогли увидеть «все детали, которые позволяют держать всё под замком». Съёмки сезона завершились 9 апреля 2014 года.:191

### Визуальные эффекты
Супервайзером визуальных эффектов сезона был Марк Колпак, а основным поставщиком визуальных эффектов была лос-анджелесская компания по производству визуальных эффектов FuseFX. Кевин Лингенфельсер начал сезон, сосредоточившись на 2D-супервайзинге, но после восьмого эпизода Дэвид Альтенау занял пост ведущего внутреннего супервайзера визуальных эффектов. Для работы над сериалом были созданы две отдельные производственные и творческие команды, причём над большинством эпизодов работали одновременно, либо по два, либо по три одновременно.
Что касается «Автобуса», Альтенау объяснил, что в нём «есть все виды технологий „Щ.И.Т.“, которые раскрываются со временем по мере развития сериала. Это включает в себя дополнительное крыло и двигатели в задней части, дающие самолёту возможность работать вертикально при взлёте и посадке и даже при разворотах в середине полёта… FuseFX была предоставлена возможность спроектировать «Автобус». Конструкция с самого начала включала в себя множество функций, таких как возможность вертикального взлёта и посадки». FuseFX спроектировал «Автобус», и «При разработке текстур и оснастки для этого актива было уделено особое внимание. Полдюжины карт размером 8k отображают детали на плоскости, что позволяет камере добраться прямо до поверхности плоскости без потери детализации. Очень сложная установка управляет каждым аспектом самолёта, начиная с шасси, трансформации двигателя, открывания дверей, освещения и даже крыльев. У аниматоров есть гибкие элементы управления, чтобы передать вес этого массивного самолёта. Когда двигатели находятся в режиме вертикального полёта, они имеют несколько степеней поворота, что даёт реактивному самолёту большую манёвренность».
FuseFX также работал над Lola, «винтажным Corvette 1962 года» Колсона, который был описан как «классический автомобиль и красивый сам по себе, но благодаря цифровым эффектам Fuse добавил возможности судна на воздушной подушке. Когда Колсону это нужно, колесо поворачивается в горизонтальное положение, открывая скрытые каналы реактивного двигателя, которые создают подъёмную тягу через обода шин, которые одновременно служат лопастями турбовентилятора. Мы тесно сотрудничали с производством, чтобы помочь разработать механизм и внешний вид двигателей судов на воздушной подушке. Это технология «Stark», разработанная в соответствии с историческим аспектом автомобиля». Когда реальный Corvette показан переходящим в режим зависания, добавляются объёмные эффекты пыли, выхлопа и частиц. Иногда от FuseFX требовалось использовать полностью цифровую модель автомобиля, которая точно соответствовала реальному транспортному средству.

### Музыка
В дополнение к основной теме сериала для Колсона, Беар Маккрири сочинил несколько других тем, которые он использовал на протяжении всего сезона: темы для Майка Питерсона и «Проекта „Сороконожка“» были представлены в «Пилоте», а тема Питерсона становится «искажённой, металлической, злобной версией», когда он становится Детлоком;:235 тема агентов как команды была введена в «0-8-4»; тема Скай была введена в «Активе», которая в течение сезона меняется с чего-то «сентиментального и эмоционального» на что-то «действительно горько-сладкое… трагическое» и героическое;:235 тема для Фитца и Симмонс вместе была введена в «ФЗЗТ»; тема для Викторият Хэнд и Хаба, которая послужила темой для «большого „Щ.И.Т.“», в отличие команды Колсона «маленький „Щ.И.Т.“», была представлена в «Штабе»; и отдельные темы для каждого члена команды Колсона и «Ясновидящего», которая переходит к Джону Гарретту, когда выясняется, что он «Ясновидящий».:234 Маккрири чувствовал, что темы были не «только для конкретных персонажей», а способом помочь «следовать за нитью повествования, поскольку темы переносятся от одного человека к другому».:234 Маккрири решил не повторять какие-либо темы из фильмов в течение сезона, в частности, сочиняя свои собственные темы для Тессеракта и Асгарда, которые, по его признанию, уже появлялись в нескольких фильмах. Саундтрек под названием «Marvel's Agents of S.H.I.E.L.D. (Original Soundtrack Album)», содержащий музыку из первого и второго сезонов, был выпущен Marvel Music в цифровом формате 4 сентября 2015 года и на CD в октябре 2015 года.

### Связь с КВМ
В июне 2013 года Кларк Грегг объяснил, как сериал будет связан с фильмами Кинематографической вселенной Marvel: «…захватывающей частью будет то, как „Агенты «Щ.И.Т.»“ взаимодействуют с компонентом „Щ.И.Т.“ в „Первом мстителе 2“ и других фильмах, и повлияют ли эти фильмы на наше шоу». Джосс Уидон действительно заявил, что шоу будет независимым от «Мстителей», сказав: «Это должно быть шоу, которое работает для людей, которые не видели фильмы Marvel. Я думаю, это понравится фанатам Marvel.» Он повторил это мнение в интервью на Международном кинофестивале в Торонто в 2012 году, объяснив: «Это новые персонажи. Оно должно быть самостоятельным. Оно должно быть рядом [с „Мстителями“]… Что есть у „Щ.И.Т.а“, чего нет у других супергероев? И это, по-моему, означает, что они не супергерои, но они живут в этой вселенной. Несмотря на то, что они большая организация, это [отсутствие полномочий] делает их аутсайдерами, и это интересно для меня.»
В конечном счёте, в сезоне было несколько эпизодов, связанных с фильмами Кинематографической вселенной Marvel: действие эпизода «Колодец» происходит непосредственно после событий фильма «Тор 2: Царство тьмы»; эпизод «Т.А.И.Т.И.» представляет инопланетную расу Крии в КВМ (как подтверждено во втором сезоне), члены которой играют значительную роль в «Стражах Галактики»; и эпизоды «Конец начала» и «Обернись, обернись, обернись» вращаются вокруг событий «Первого мстителя: Другая война». Благодаря раскрытию в «Первом мстителе: Другая война» того, что «Гидра» проникла в «Щ.И.Т.» с помощью спящих агентов, в сезоне происходит переоснащение последних шести эпизодов. Что касается синергии, которую шоу имеет с рассмотрением событий из фильмов, Лоуб сказал: «Это чрезвычайно уникальный опыт, которого нет больше нигде в развлекательном бизнесе.» Персонажи одновременно сталкиваются с «Гидрой» и борьбой за власть в «Щ.И.Т.,» а также с проблемами доверия друг к другу. Джед Уидон добавил, что спящие агенты «Гидры», о которых сериал не мог рассказать до выхода «Другой войны», были попыткой решить проблему нехватки персонажей из комиксов, на которую жаловались фанаты на протяжении всего сезона.

## Маркетинг
Три эпизода были показаны до их первых дат выхода в эфир: «Пилот» на San Diego Comic-Con International 19 июля 2013 года, «Глаз-алмаз» на New York Comic-Con 12 октября 2013 года и «Конец начала» на панели Marvel PaleyFest для сериала 23 марта 2014 года. Начиная с «Т.А.И.Т.И.», все эпизоды, ведущие к кроссоверу с «Другой войной», маркетировались как «Агенты „Щ.И.Т.“: Восстание». 18 марта 2014 года телеканал ABC выпустил в эфир часовой телевизионный специальный выпуск под названием «Marvel Studios: Собирая вселенную» вместо эпизода «Агентов „Щ.И.Т.“». Специальный выпуск включал рекламные кадры для тогда ещё не транслировавшихся эпизодов сезона.

### «Искусство седьмого уровня»
Для последних шести эпизодов Marvel запустила инициативу «Агенты „Щ.И.Т.“: Искусство седьмого уровня», в рамках которой каждый четверг перед новым эпизодом выпускалось новое изображение, изображающее первый взгляд на ключевое событие из предстоящего эпизода. Белл заявил, что эта инициатива была способом вернуть сериал к его комиксовым корням, и о ней подумали в начале сезона. Съёмочная группа попыталась подобрать конкретных художников для постеров-тизеров, основываясь на их предыдущей работе и на том, как она связана с темами и эмоциями предполагаемого эпизода. Рисунки также появились в качестве вариантов обложек для избранных названий, опубликованных Marvel Comics в августе 2014 года. Джеф Лоуб заявил: «Это захватывающе — снова воплотить это искусство в жизнь, исключительно в магазинах комиксов, и дать фанатам шанс приобрести искусство „Агентов «Щ.И.Т.»“ в другом формате.»
На постере «Обернись, обернись, обернись», созданном Майком Дель Мундо, изображён лабиринт, образующий логотип «Щ.И.Т.» и название шоу, с крысой внутри. Постер «Провидения», созданный Паоло Риверой, подчёркивает восстание «Гидры», показывая объединённый логотип «Гидры» и «Щ.И.Т.», и изображает команду, разделённую Колсоном, Рейной и Уордом. Постер «Единственного лучика света в этой тьме», созданный Паскалем Кэмпионом, посвящён Колсону и его возлюбленной виолончелистке Одри, а также намекает на злодея эпизода Маркуса Дэниелса. На постере «Ничего личного», созданном Стефани Ханс, изображены Скай и Уорд с Детлоком над ними и логотипом «Щ.И.Т.» на заднем плане. Постер «Сброда», созданный Эммой Риос, представляет собой объединение жизни Уорда, ФитцСиммонс в опасности и Скай за логотипом «Щ.И.Т.». Постер «Начала конца», созданный Phantom City Creative, напоминает первый официальный постер, но меняет порядок персонажей, их одежду и палитру. Над ними находится сломанный логотип «Щ.И.Т.а», который показывает «Гидру», которая излучает свет, отражающийся на Уорде.

## Релиз

### Трансляция
Наряду с премьерой в США на канале ABC, сезон начал транслироваться в Канаде на CTV 24 сентября 2013 года. В Великобритании сезон дебютировал тремя днями позже на Channel 4, в то время как в Австралии он начал транслироваться на канале Seven Network 2 октября 2013 года и в Новой Зеландии на TV2 16 февраля 2014 года.

### Домашние носители
Сезон был выпущен 9 сентября 2014 года на Blu-ray и DVD. Бонусные приложения включали закулисные сцены, аудиокомментарии, удалённые сцены, ролик с ляпами, а также специальный телевизионный выпуск «Marvel Studios: Собирая вселенную». 20 ноября 2014 года сезон стал доступен для стриминга на Netflix в США и был доступен до 28 февраля 2022 года. Он стал доступен на Disney+ в США 16 марта 2022 года, присоединившись к другим территориям, где он уже был доступен на сервисе.

## Реакция

### Рейтинги
| №  | Название                               | Дата показа      | Рейтинг (18—49) | Зрителей (миллионов) | DVR (18—49) | Зрителей DVR (миллионов) | Всего (18—49) | Всего зрителей (миллионов) |
| -- | -------------------------------------- | ---------------- | --------------- | -------------------- | ----------- | ------------------------ | ------------- | -------------------------- |
| 1  | «Пилот»                                | 24 сентября 2013 | 4,7/14          | 12,12                | 2,3         | 4,89                     | 7,0           | 17,01                      |
| 2  | «0-8-4»                                | 1 октября 2013   | 3,3/10          | 8,66                 | 2,1         | 4,50                     | 5,4           | 13,17                      |
| 3  | «Актив»                                | 8 октября 2013   | 2,9/9           | 7,87                 | 1,9         | 4,15                     | 4,8           | 12,01                      |
| 4  | «Глаз-алмаз»                           | 15 октября 2013  | 2,8/8           | 7,85                 | 1,7         | 3,75                     | 4,5           | 11,60                      |
| 5  | «Девушка в цветочном платье»           | 22 октября 2013  | 2,7/8           | 7,39                 | 1,7         | 3,76                     | 4,4           | 11,16                      |
| 6  | «ФЗЗТ»                                 | 5 ноября 2013    | 2,5/7           | 7,15                 | 1,7         | 3,79                     | 4,2           | 10,93                      |
| 7  | «Штаб»                                 | 12 ноября 2013   | 2,2/6           | 6,67                 | 1,6         | 3,46                     | 3,8           | 10,13                      |
| 8  | «Колодец»                              | 19 ноября 2013   | 2,4/7           | 6,89                 | 1,6         | 3,42                     | 4,0           | 10,31                      |
| 9  | «Восстановление»                       | 26 ноября 2013   | 2,6/8           | 9,69                 | 1,3         | 3,06                     | 3,9           | 12,75                      |
| 10 | «Мост»                                 | 10 декабря 2013  | 2,1/6           | 6,11                 | 1,3         | 3,05                     | 3,4           | 9,16                       |
| 11 | «Волшебное место»                      | 7 января 2014    | 2,2/6           | 6,63                 | 1,4         | 3,02                     | 3,6           | 9,65                       |
| 12 | «Дурное влияние»                       | 14 января 2014   | 2,2/6           | 6,37                 | 1,5         | 3,22                     | 3,7           | 9,59                       |
| 13 | «П.У.Т.И.»                             | 4 февраля 2014   | 2,2/6           | 6,62                 | 1,4         | 3,15                     | 3,6           | 9,77                       |
| 14 | «Т.А.И.Т.И.»                           | 4 марта 2014     | 1,8/6           | 5,46                 | 1,4         | 3,11                     | 3,2           | 8,58                       |
| 15 | «Безотказные»                          | 11 марта 2014    | 2,1/7           | 5,99                 | 1,4         | 3,08                     | 3,5           | 9,07                       |
| 16 | «Конец начала»                         | 1 апреля 2014    | 2,0/6           | 5,71                 | 1,4         | 3,16                     | 3,4           | 8,88                       |
| 17 | «Обернись, обернись, обернись»         | 8 апреля 2014    | 1,9/6           | 5,37                 | 1,5         | 3,46                     | 3,4           | 8,83                       |
| 18 | «Провидение»                           | 15 апреля 2014   | 2,1/6           | 5,52                 | N/A         | N/A                      | N/A           | н/д                        |
| 19 | «Единственный лучик света в этой тьме» | 22 апреля 2014   | 1,9/6           | 6,04                 | 1,4         | 2,98                     | 3,3           | 9,02                       |
| 20 | «Ничего личного»                       | 29 апреля 2014   | 2,1/6           | 5,95                 | 1,2         | 2,89                     | 3,3           | 8,84                       |
| 21 | «Сброд»                                | 6 мая 2014       | 1,9/6           | 5,37                 | 1,3         | 2,95                     | 3,2           | 8,32                       |
| 22 | «Начало конца»                         | 13 мая 2014      | 2,0/7           | 5,45                 | 1,3         | 3,13                     | 3,3           | 8,58                       |

По состоянию на 30 сентября 2013 года, по оценкам, 22,1 миллиона зрителей посмотрели премьерный эпизод в США в прямом эфире, на видеорегистраторе, на бис и онлайн-просмотре. В Канаде премьеру посмотрело 2,706 миллиона зрителей, что является третьим по величине показателем за неделю в сети. В Великобритании эпизод дебютировал как самый рейтинговый драматический сериал года, собрав в среднем 3,23 миллиона зрителей, включая канал +1 и записи, просмотренные в тот же вечер, что составляет 14,8 процента людей, смотревших телевизор в Великобритании в то время. Премьеру в Австралии посмотрели 1,3 миллиона зрителей, что стало лучшим шоу вечера. В Новой Зеландии премьера эпизода собрала 326 790 зрителей, что стало четвёртым по количеству просмотров шоу вечера и самым популярным шоу на TV2. К тому времени, когда ABC заказало полный сезон, он занял первое место среди новых сериалов телевизионного сезона 2013-14 годов среди взрослых в возрасте от 18 до 49 лет. Сезон в среднем посмотрело 8,31 миллионов зрителей, что ставит его на 43-е место среди сетевых сериалов. Он также имел средний рейтинг 3,0 среди взрослых в возрасте от 18 до 49 лет, что ставит его на 20-е место.

### Реакция критиков
На сайте Rotten Tomatoes сезон имеет рейтинг 88%, со средней оценкой 7,83/10, на основе 72 отзывов. Консенсус сайта гласит: «„Агенты «Щ.И.Т.»“, несомненно, понравятся поклонникам комиксов, но сильный ансамбль и энергичный темп помогают сделать это „лучше среднего“ супергеройское шоу доступным и для тех, кто не фанатеет.» Metacritic, который использует средний рейтинг, присвоил 74 балла из 100 на основе 33 отзывов, что указывает на «в целом благоприятные отзывы».
Ранний показ пилота на San Diego Comic-Con International был встречен очень позитивной реакцией публики. В критическом плане, первоначальный показ пилота был встречен в основном положительными отзывами, хотя Брукс Барнс из «The New York Times» отметил, что «то, что хорошо проходит на Comic-Con, не обязательно работает в реальном мире», особенно в сети с «мамами „Скандала“ и бабушками и дедушками „Танцев со звёздами“». Первоначальная реакция «Entertainment Weekly» заключалась в том, что если всё, что делало шоу привлекательным— его преемственность с Кинематографической вселенной Marvel, продолжение сюжетной линии «Мстителей» и возвращение Уидона на телевидение, будет удалено из него, шоу всё равно будет работать. Однако они также усомнились в том, было ли шоу достаточно доступным, чтобы привлечь более широкую аудиторию.
Эван Валентайн из Collider разделил сезон на взлёты и падения: взлёты включали кроссовер с «Первым мстителем: Другая война», при этом Валентайн отметил, что «Создатели явно знали, что этот момент наступит… и проделали большую работу, чтобы извлечь из этого выгоду», а также другие связи с Кинематографической вселенной Marvel, и он похвалил игру Грегга, заявив: «То, что заставило нас влюбиться в персонажа с первого „Железного человека“ до его смерти в „Мстителях“, всё ещё живо и действует»; падения сезона включали эпизоды до выхода «Другой войны», и Валентайн почувствовал, что сериал «стал шоу, которому пришлось приостановить развитие событий и формирование персонажей, чтобы освободить место для [связки]». Он также раскритиковал остальной основной актёрский состав, хотя он одобрил приглашённых и второстепенных актёров, и он раскритиковал использование в сериале второстепенных персонажей комиксов и концепций, выделив дизайн костюмов для Детлока как «ужасный», а не страшный. Эрик Голдман из IGN дал сезону 7,5 баллов из 10, назвав его «весёлым, беззаботным, но довольно одноразовым развлечением», отметив, что в течение сезона он улучшался, особенно после выхода «Первого мстителя: Другая война», и что к концу сезона сериал «начал вступать в свои права». Хотя он посчитал, что все выступления основного актёрского состава были хорошими, и похвалил сильных приглашённых и повторяющихся звёзд, Голдман обнаружил, что основные характеризации были слабыми в течение первой половины сезона, и он также раскритиковал темп некоторых всеобъемлющих сюжетных линий, отметив «тайну возвращения Колсона, происхождение Скай и т.д. – продвигались слишком медленно, с относительно незначительными разоблачениями, к которым относились так, как если бы они были большими разоблачениями».
Джим Стеранко, художник и писатель, работавший над комиксом Nick Fury: Agent of S.H.I.E.L.D. между 1966 и 1968 годами, критически отозвался о пилотном эпизоде, посетовав, что «в шоу не было ни угрозы, ни напряжения». Что касается второго эпизода, Стеранко сказал, что он «слишком расфокусирован, чтобы быть удовлетворительным», но похвалил камео Джексона в роли Ника Фьюри как «возбуждающее напоминание о том, каким сериал может и должен быть». Напротив, мнение Стеранко о некоторых более поздних эпизодах первого сезона было более позитивным, он похвалил сценариста и режиссёра «Конца начала» за «нахождение развлекательного, бравурного ритма, который, наконец, воплощает концепцию в жизнь» и сказал о следующем эпизоде: «Я был обеспокоен тем, что бравурное преображение на прошлой неделе было всего лишь случайностью, но с первых моментов стало очевидно, что в игру вступила новая политика в отношении изображений и редактирования состава исполнителей.» В целом, однако, он посчитал, что первый сезон состоит из «22 эпизодов „освящённого“ сюжета и крошек персонажей, которые пересаливаются с неизлечимо вялой скоростью (в анемичные „автономные“ истории)».

### Анализ
Некоторые отметили как то, как на сериал повлияло уничтожение «Щ.И.Т.а» в «Первом мстителе: Другая война», так и то, как его персонажи изображены восстанавливающими организацию:
Терри Шварц из Zap2it, после выхода в эфир «Ничего личного», назвала сериал «невероятным», заявив, что у него «было трудное начало», но всё изменилось после того, как состоялась связка с «Другой войной». Шварц считает, что сезон заслужил многие из своих ранних критических замечаний из-за необходимости «выжидать» до кроссовера, но «Теперь, когда у него есть свобода быть сериалом, которым он всегда был задуман, „Агенты «Щ.И.Т.»“ превратились в фантастическое шоу. Его связь с Кинематографической вселенной Marvel очевидна: именно здесь зрители могут увидеть последствия проникновения „Гидры“ в „Щ.И.Т.“. И тот факт, что фильм так повлиял на шоу, меняет правила игры с точки зрения того, как могут быть переплетены кино и телевидение».
Меррилл Барр, рецензируя «Начало конца» для «Forbes», повторил это мнение, заявив, что «сериал, наконец, стоит на своём и заявляет о своих правах как члена Кинематографической вселенной Marvel… Устанавливая последствия, меняющие мир, которые влияют не только на одну франшизу КВМ, но и на всё». Он продолжил, сказав, что «то, что Marvel осмеливается сказать в финале этого сезона, так это то, что „всё, что мы делаем, имеет значение, и вы должны обращать на всё это внимание“. … Это был долгий путь, и нет сомнений, что к концу терпение многих зрителей истощилось, но это никогда не мешало Marvel продвигаться вперёд к одному из самых зрелищных телевизионных часов в этом сезоне и, наконец, закрепить заслуженное место на маленьком экране».
Мэри Макнамара из «Los Angeles Times» считает, что сериал «создал совершенно новый вид телевизионного шоу: такое, которое должно поддерживать и меняться вместе с поворотами сюжета своего семейства фильмов… никогда прежде телевидение не было в буквальном смысле замужем за кино, которому было поручено заполнить предысторию и создать связующую ткань продолжающейся кинофраншизы». Она заявила, что кроссовер с «Первым мстителем: Другая война» «вдохнул в „Щ.И.Т.“ новую энергию и, возможно, помог объяснить, почему сериалу потребовалось так много времени, чтобы найти своё место — по крайней мере, в комнате сценаристов… То, что „Агенты «Щ.И.Т.»“ смогли добиться успеха как самостоятельная история, так и вспомогательная, — это почти чудо». Она пришла к выводу, что сериал «теперь не только очень хорошее шоу само по себе, но и часть мультиплатформенного города-государства Marvel. Его ждёт будущее постоянного переосмысления, и это ставит его в волнующий первый вагон телевизионных американских горок, ведущих к возможному мировому господству».

### Награды
| Год  | Награда                                             | Категория                                         | Номинант          | Результат | Ист.    |
| ---- | --------------------------------------------------- | ------------------------------------------------- | ----------------- | --------- | ------- |
| 2013 | Выбор телевизионный критиков                        | Лучший восхитительный новый сериал                | «Агенты „Щ.И.Т.“» | Победа    | [ 157 ] |
| 2014 | People's Choice Awards                              | Любимая актриса в новом телесериале               | Минг-На Вен       | Номинация | [ 158 ] |
| 2014 | People's Choice Awards                              | Любимая новая теледрама                           | «Агенты „Щ.И.Т.“» | Номинация | [ 158 ] |
| 2014 | Премия Общества специалистов по визуальным эффектам | Лучшие визуальные эффекты в вещательной программе | «Пилот»           | Номинация | [ 159 ] |
| 2014 | Golden Reel                                         | Лучший монтаж звука в короткой форме: Музыка      | «Пилот»           | Номинация | [ 160 ] |
| 2014 | Спутник                                             | Лучший жанровый телесериал или мини-сериал        | «Агенты „Щ.И.Т.“» | Номинация | [ 161 ] |
| 2014 | Сатурн                                              | Лучший сериал, сделанный для эфирного телевидения | «Агенты „Щ.И.Т.“» | Номинация | [ 162 ] |
| 2014 | Teen Choice Awards                                  | Choice TV: Breakout Star                          | Бретт Далтон      | Победа    | [ 163 ] |
| 2014 | Творческая премия «Эмми»                            | Лучшие специальные и визуальные эффекты           | «Т.А.И.Т.И.»      | Номинация | [ 164 ] |

## Комментарии
1. ↑  Доходы от видеорегистраторов для «Провидения» were не попали в топ-25 за неделю, и поэтому не были сообщены TV by the Numbers.[135]

### Основные ссылки
- Marvel's Agents of S.H.I.E.L.D. Season 1 Episode Guide. TV Guide. Дата обращения: 21 июля 2017.
- Shows A-Z - Marvel's Agents of S.H.I.E.L.D. on ABC. The Futon Critic[англ.]. Дата обращения: 21 июля 2017.